# Sköna Helena (film, 1951)
Sköna Helena är en svensk operettfilm från 1951 i regi av Gustaf Edgren. I huvudrollerna ses Max Hansen och Eva Dahlbeck.

## Om filmen
Filmen premiärvisades annandag jul 1951 på biograf Royal vid Kungsgatan i Stockholm. Förlaga till manuset var Jacques Offenbachs operett La Belle Hélène (Sköna Helena) med libretto av Henri Meilhac och Ludovic Halévy som uruppfördes på Théâtre des Variétés i Paris 1864. Filmen spelades in vid Sandrew-ateljéerna på Gärdet i Stockholm med exteriörbilder från Stensunds brygga och skärgården utanför Trosa.
Helenas (Eva Dahlbeck) sångnummer framfördes av Kjerstin Dellert och danserna genomfördes av dansare från Kungliga Operans, Oscarsteaterns och Södra Teaterns balettkårer med koreografi av Julius Mengarelli. Filmfotograf var Hilding Bladh. Gustaf Edgren, som inlett sin regissörsbana 1922, gjorde här sin sista regiuppgift.
Sköna Helena har visats i SVT, bland annat i mars 2020.

## Rollista i urval
- Eva Dahlbeck – Helena, trojansk skönhetsdrottning
- Max Hansen – Menelaus, kung i Arkadien
- Per Grundén – Paris, prins av Lyrien
- Åke Söderblom – Hercules, romersk Secret Service-man
- Elisaveta – Läspia, modeexpert
- Stig Järrel – Hector, trojansk ambassadör
- Carl-Gunnar Wingård – Calchas, premiärminister i Arkadien
- Åke Claesson – Marcellus, romersk ambassadör
- John Botvid – Caro, Menelaus hovlakej
- Sigge Fürst – hovmästare i Fröjdernas Hus
- Arne Wirén – Achilles, arkadisk befälhavare
- Keve Hjelm – Lager Myrten, femte kolonnledare
- Olav Riégo – hovmarskalk i Gudinnornas strid
- Viveka Linder – Eris, fe i samma pjäs
- Ullacarin Rydén – Minerva, gudinna i samma pjäs

## Musik i filmen
- Gudinnorna/balettmusik, kompositör Jacques Offenbach
- Ljuva frihet (rysk folkvisa), kompositör Offenbach, textbearbetningar Gustaf Edgren och Rune Waldekranz
- Från himmelens höjd
- Hovmästar-kupletten
- Ja, ni är så skön
- Jag är sköna Helena
- Jag är sköna Helenas man
- Kärlek måste vi ha
- Paris entrésång
- Ping Pong-kupletten
- Slavinnornas kör
- Säg Venus